# Traveling Birds Quintet
Traveling Birds Quintet – kwintet jazzowy założony w 1994 roku przez muzyków związanych z Wrocławiem (pierwsza nazwa – Wrocław Reunion Band). 

## Historia
Kwintet powstał jako zespół okazjonalny z inicjatywy samych muzyków. Koncerty kwintetu cieszyły się tak dużą popularnością, że postanowiono nagrać pierwszą płytę w studio. Sukces tej płyty z kolei pociągnął za sobą realizację podobnego projektu rok później, na czym zakończyła się wspólna działalność studyjna muzyków pod szyldem Traveling Birds Quintet. Kwintet jeszcze przez kilka lat występował okazjonalnie na różnych festiwalach i koncertach.  Poszczególni muzycy wciąż współpracują ze sobą, lecz już w ramach innych formacji muzycznych.

## Dyskografia
- Traveling Birds Quintet (1994, Polonia Records)[1]
- Return To The Nest (1995, Polonia Records)[2]